# Morti nel 1022
| Questa pagina contiene informazioni ricavate automaticamente dalle voci biografiche con l'ausilio del template Bio e di un bot. L'aggiornamento è periodico e automatico e ricostruisce completamente la pagina. Se manca una persona in questa lista, sei pregato di non aggiungerla, ma accertati piuttosto che la sua voce biografica contenga il template Bio e che i dati anagrafici siano correttamente compilati. Se il template Bio manca, inseriscilo tu stesso o, in alternativa, metti l'avviso {{tmp\|Bio}} che ne segnala la mancanza. Se i dati riportati sono sbagliati, correggi direttamente la voce biografica; le modifiche saranno visibili in questa lista entro pochi giorni. Per chiarimenti vedi il progetto biografie. La lista contiene solo le 14 persone che sono citate nell'enciclopedia e per le quali è stato implementato correttamente il template Bio. Pagina aggiornata al 10 ago 2025. |

- 6 gennaio - Federico di Verdun, conte
- 23 gennaio - Teodorico I di Münster, vescovo cattolico tedesco
- 12 marzo - Simeone il nuovo teologo, monaco cristiano, mistico e santo bizantino (n. 949)
- 23 marzo - Song Zhenzong, imperatore cinese (n. 968)
- 28 giugno - Notker III di San Gallo, abate, scrittore e traduttore tedesco (n. 950)
- 2 settembre - Máel Sechnaill mac Domnaill, sovrano irlandese
- 3 novembre - Brunengo, vescovo cattolico italiano
- 20 novembre - Bernoardo di Hildesheim, vescovo e santo tedesco
- Sidi Mahrez, tunisino (n. 951)
- Elvira Menéndez, nobile spagnola
- Olof III di Svezia, sovrano norrena
- Pandolfo III di Capua, principe longobardo
- Pietro Vincioli, abate italiano
- Al-Shaykh al-Mufid, teologo arabo (n. 948)